# 木岡伸夫
木岡 伸夫（きおか のぶお、1951年 - ）は、日本の哲学者、倫理学者。専門は風土論と生命哲学、関西大学文学部総合人文学科哲学倫理学専修教授。

## 略歴
奈良県生まれ。1977年京都大学文学部哲学科卒業。1985年同大学院文学研究科博士課程満期退学。大阪府立大学講師、1998年関西大学助教授、教授。2000年から2002年八尾市職員倫理委員会委員を務めた。

## 著作
- 『風景の論理:沈黙から語りへ』（世界思想社） 2007
- 『風土の論理:地理哲学への道』（ミネルヴァ書房） 2011
- 『〈あいだ〉を開く - レンマの地平』（世界思想社） 2014
- 『邂逅の論理 - 〈縁〉の結ぶ世界へ』（春秋社） 2017
- 『<出会い>の風土学 - 対話へのいざない』（幻冬舎） 2018

### 共編著
- 『環境問題とは何か：12の扉から』（編、晃洋書房） 1999
- 『〈いのち〉響き合う世界へ - 生命論の再構築に向けて』（桑原尚史, 青山ヒフミ共編著、関西大学出版部） 2000
- 『技術と身体：日本「近代化」の思想』（鈴木貞美共編著、ミネルヴァ書房） 2006
- 『都市の風土学』（編著、ミネルヴァ書房） 2009

## 翻訳
- 『説明と理解』（ゲオルグ・フォン・ウリクト、丸山高司共訳、産業図書） 1984
- 『科学・解釈学・実践:客観主義と相対主義を超えて』（リチャード・バーンスタイン、品川哲彦, 水谷雅彦, 丸山高司共訳、岩波書店） 1990
- 『風景という知：近代のパラダイムを超えて』（オギュスタン・ベルク、世界思想社） 2011